# Роджерс, Сонни
Оливер Ли «Сонни» Роджерс (англ. Oliver Lee «Sonny» Rodgers, также известен под прозвищем Cat Daddy; 4 декабря 1939, Хьюс, Арканзас, США — 7 мая 1990, Миннеаполис, Миннесота, США) — американский блюзовый гитарист, вокалист и автор песен. Лауреат Blues Music Awards в номинации «Песня года» (1990).

## Биография
Сонни Роджерс родился в 1939 году близ Хьюса, штат Арканзас и научился играть на гитаре у своего отца, который был родом из Глубокого Юга. На его стиль игры повлияли такие музыканты как Би Би Кинг, Роберт Найтхоук и Мадди Уотерс. 
Роджерс создал свою первую группу в 17-летнем возрасте и в октябре 1959 года записался, аккомпанируя Форесту Сити Джо. В 1960 году Роджерс выступал по всему Арканзасу, затем ненадолго переехал в Техас, а затем в 1961 году перебрался в Миннеаполис, где начал своё долгое сотрудничество с харпером Джорджем «Моджо» Бафордом, записавшись на нескольких его синглах. Это долгое сотрудничество привело к тому, что Бафорд, будучи харпером у Мадди Уотерса в 1972 году порекомендовал Уотерсу взять Роджерса в группу на замену гитаристу Сэмми Лавхорну. Сотрудничество с Мадди Уотерсом продлилось недолго, после чего несколько лет Роджерс находился за пределами музыкальной индустрии, вернувшись в 1979 году с выступлением на Mojo Buford's Chicago Blues Summit, после чего он сформировал собственную группу Sonny Rodgers and the Cat Scratchers.    
В 1989 году вышел сингл Роджерса «Cadillac Baby»/«Big Leg Woman» и песня «Big Leg Woman» в 1990 году был признана песней года Blues Music Awards. В 1990 году вышел дебютный альбом Роджерса They Call Me the Cat Daddy, который получил признание и хорошую критику. Однако Сонни Роджерс скоропостижно умер 7 мая 1990 года от сердечной недостаточности, как раз перед запланированными гастролями в Великобритании .   

## Дискография

### Синглы
| Год  | A-side          | B-side          | Лейбл             |
| ---- | --------------- | --------------- | ----------------- |
| 1989 | «Cadillac Baby» | «Big Leg Woman» | Blue Moon Records |

### Albums
| Год  | Название                   | Лейбл           |
| ---- | -------------------------- | --------------- |
| 1990 | They Call Me the Cat Daddy | Fattening Frogs |